# Vallès

Localizzazione del Vallès all'interno della comunità autonoma della Catalogna (confini 1936-2015).

Il Vallès è una contea storica della Catalogna che si trova al centro della catena montuosa pre-costiera catalana. 
Oggi è suddiviso in due distinte comarques della provincia di Barcellona: il Vallès Occidental, che ha come capoluoghi Sabadell e Terrassa, e il Vallès Oriental, che ha come capoluogo Granollers.
L'attuale divisione del Vallès ha le sue radici storiche nei distretti legali di Granollers e Sabadell-Terrassa, istituiti nel 1834. Tuttavia, la prima volta che questa suddivisione fu esplicitamente sancita dalla legge fu nel 1936, con la divisione ufficiale della Catalogna in comarques. 
Alcune parti della regione del Vallès appartengono all'area metropolitana di Barcellona alla quale sono collegate con sistemi di trasporto pubblico come il Metro del Vallès della FGC.
Nel 2015, quattro comuni del Vallès Oriental sono entrati a far parte di una comarca di nuova costituzione: il Moianès. 
| Controllo di autorità | BNF (FR) cb133337471 (data) |